# Jürgen Kruse (Jurist)
Jürgen Kruse (* 16. April 1959 in Mülheim an der Ruhr; † 19. Februar 2022 in München) war ein deutscher Jurist und Hochschullehrer.

## Leben und Wirken
Kruse absolvierte sein Abitur 1977 am Hugo-Junkers-Gymnasium in Rheydt und leistete anschließend den Grundwehrdienst. Ab 1978 studierte er Rechtswissenschaften an der Rheinischen Friedrich-Wilhelms-Universität Bonn. Nach der Ersten juristischen Staatsprüfung 1984 war er bis 1990 Wissenschaftlicher Mitarbeiter am Lehrstuhl von Bernd Baron von Maydell, der auch die Dissertation betreute. Im Rahmen seiner Referendarsausbildung war Kruse u. a. in der Normen-Abteilung der Internationalen Arbeitsorganisation (ILO) an deren Sitz in Genf tätig. Sein Zweites Juristisches Staatsexamen legte er 1990 ab und wurde im selben Jahr an der Universität Bonn zum Dr. jur. promoviert mit der Dissertation zu einem Thema an der Schnittstelle von betrieblicher Mitbestimmung und zusätzlicher Alterssicherung.
Von 1990 war er bis 1997 als Wissenschaftlicher Referent am Münchner Max-Planck-Institut für ausländisches und internationales Sozialrecht und anschließend als Beamter auf Zeit an der Katholischen Universität Eichstätt vor allem auf dem Gebiet des Zivil- und Arbeitsrechts tätig. 1998 nahm er eine Professur an der Evangelischen Hochschule Nürnberg an, wo er Sozialrecht, Arbeitsrecht und Zivilrecht lehrt und im Bereich des Sozialrechts forscht.
Seit 1999 war Kruse zugleich als Rechtsanwalt und Fachanwalt für Sozialrecht tätig. Er war Vertrauensdozent der Konrad-Adenauer-Stiftung für die Hochschulen in Nürnberg.
Die Schwerpunkte seiner wissenschaftlichen Arbeit lagen auf Themen zum System der Gesetzlichen Krankenversicherung, der Grundsicherung für Arbeitsuchende und dem Sozialhilferecht. Kruse produzierte zahlreiche Publikationen.

## Publikationen (Auswahl)
- mit Werner Steinjan: Verlängerung der Lebensarbeitszeit und Flexibilisierung des Überganges vom Erwerbsleben in den Ruhestand im Hinblick auf künftige Erfordernisse des Arbeitsmarktes und der Alterssicherung. VVW, Karlsruhe 1988, ISBN 978-3-88487-152-2
- Mitbestimmung bei Bestehen rechtlich selbständiger Einrichtungen der zusätzlichen Alterssicherung. Dissertation, Nomos Verlag, Baden-Baden 1992, ISBN 978-3-7890-2773-4
- Das Krankenversicherungssystem der USA. Nomos Verlag, Baden-Baden 1997, ISBN 978-3-7890-4848-7
- mit Hans-Joachim Reinhard, Jürgen Winkler: Bundessozialhilfegesetz. Beck, München 2002, ISBN 978-3-406-49680-6
- mit Irene Zamponi: Das neue Recht der Arbeitsförderung. Nomos Verlag, Baden-Baden 2002, ISBN 978-3-7890-7835-4